# 富士吉田市立下吉田第二小学校
富士吉田市立下吉田第二小学校（ふじよしだしりつ しもよしだだいにしょうがっこう）は、山梨県富士吉田市緑が丘二丁目にある公立小学校。山梨県の公立小学校の中では大規模であり、全校児童数も県内有数である。
4～6年生の児童で構成される金管バンド（ブリティッシュ・ブラス形式）は、平成15年度全日本小学校バンドフェスティバル（神戸市）、平成17年度全日本小学校バンドフェスティバル（大阪市）に西関東代表として出場し、優秀賞を受賞した。

## 沿革
- 1952年（昭和27年）4月1日 - 児童数増加のため、下吉田小学校より分離・独立する形で富士吉田市立下吉田第二小学校として発足[1]
- 1953年（昭和28年）9月27日 - 校旗制定[1]
- 1967年（昭和42年）10月16日 - 校歌制定[1]
- 2003年（平成15年）10月 - 創立50周年を迎える[1]
- 2010年（平成22年）3月9日 - 新体育館オープニングセレモニーを挙行[2]

## 進学先
卒業生は基本的に北隣の富士吉田市立下吉田中学校へ進学する。

## 周辺
- 富士吉田市立下吉田中学校
- 富士吉田簡易裁判所
- 富士五湖文化センター・富士吉田市市民会館
- 富士吉田市立下吉田コミュニティーセンター
- 月江寺駅
- 宮川

## アクセス
- 富士急行線 月江寺駅から徒歩5分。

## 著名な出身者
- 田辺徳雄 - 元プロ野球選手 、西武→巨人
- 三浦実夏 - 山梨放送アナウンサー
- 嶋佐和也 - お笑い芸人（ニューヨーク)